# 巴德明顿
巴德明顿或译伯明顿（英語：Badminton）是英国英格兰格洛斯特郡的一个村庄和民政教區。巴德明顿庄园位于这里，其也是羽毛球运动之外文名的来源。